# روزی روزگاری یک آدم‌برفی
روزی روزگاری یک آدم‌برفی (انگلیسی: Once Upon a Snowman) یک فیلم کوتاه پویانمایی رایانه‌ای موزیکال فانتزی است که توسط استودیو انیمیشن والت دیزنی تهیه شده و در ۲۳ اکتبر ۲۰۲۰ توسط دیزنی+ منتشر شده‌است. روزگار یک آدم‌برفی بخشی از فرنچایز یخ‌زده است و در جریان وقایع یخ‌زده (۲۰۱۳) رخ می‌دهد.